# Anne Meinstrup
Anne Meinstrup, född 1475, död 1535, känd som "Fru Anne Holgers", var en politiskt aktiv dansk hovdam. 
Meinstrup var dotter till riksrådet Henrik Meinstrup. Hon var gift 1491 med riksrådet Holger Eriksen Rosenkrantz til Boller (död 1496) och med Jørgen Ahlefeldt til Søgaard i Sønderjylland, (död 1500). Hon fick Fredsgaard (Sneslev Sogn, Ringsted Herred) i förläning av Roskildes biskop efter fadern, och 1503 Højstrup i Stævns Herred, och var en hård länsherre vars bönder klagade över henne. Hon blev 1503 hovmästarinna hos Kristina av Sachsen och sedan hos Elisabet av Österrike. Hon kritiserade kungen för hans förhållande med Dyveke och flydde vid dennas död 1517 till Lübeck. Kungen konfiskerade då hennes län. Hon återvände till Danmark 1523 och blev 1526 hovmästarinna hos Sophie av Pommern. Under grevefejden blev hon länsherre över Højstrup och Sæbygaard i Løve Herred som allierad med greve Kristoffer, som gav henne länsbrevet (7 september 1534): "Og efterdi hun er en Enke, skal ingen være hendes Retter og Dommer uden vi selv og vort elskelige Raad". 
Sonen Holger Rosenkrantz, dog 16 oktober 1534 vid Svendstrup i Jylland i strid, och dottern Sophie Rosenkrantz’ man Axel Brahe, ledare för den skånska adeln, dog samma år. Hon närvarade vid stämman den 20 januari 1535 på Ringsted Landsting, som sammankallats av greven. Samtidigt utbröt ett uppror mot adeln och hennes egendom plundrades. Hennes vassa tal väckte dock sådan ilska att hon lynchades. "Fru Anne Holgers’ Mord" spelade sedan stor roll i krigets propagandaskrifter; vid amnestin i Köpenhamn 1536 undantogs hennes mördare från den allmänna amnestin och avrättades.  